# Церква Святої Параскеви (Веприк)
Церква Святої Параскеви — чинна дерев'яна церква у селі Веприку Фастівського району Київської області; це відновлена духовна пам'ятка. Парафія належить до Переяславсько-Вишневської єпархії Православної церкви України. 

## Історія
Церква Святої Параскеви (в її сучасному вигляді) збудована у 1993-1997 роках на місці старої, зруйнованої більшовиками. Відновлена за кресленнями. Церква пов'язана з життям українського композитора Кирила Стеценка, який був парафіяльним священиком у ній. Біля неї його і поховали.

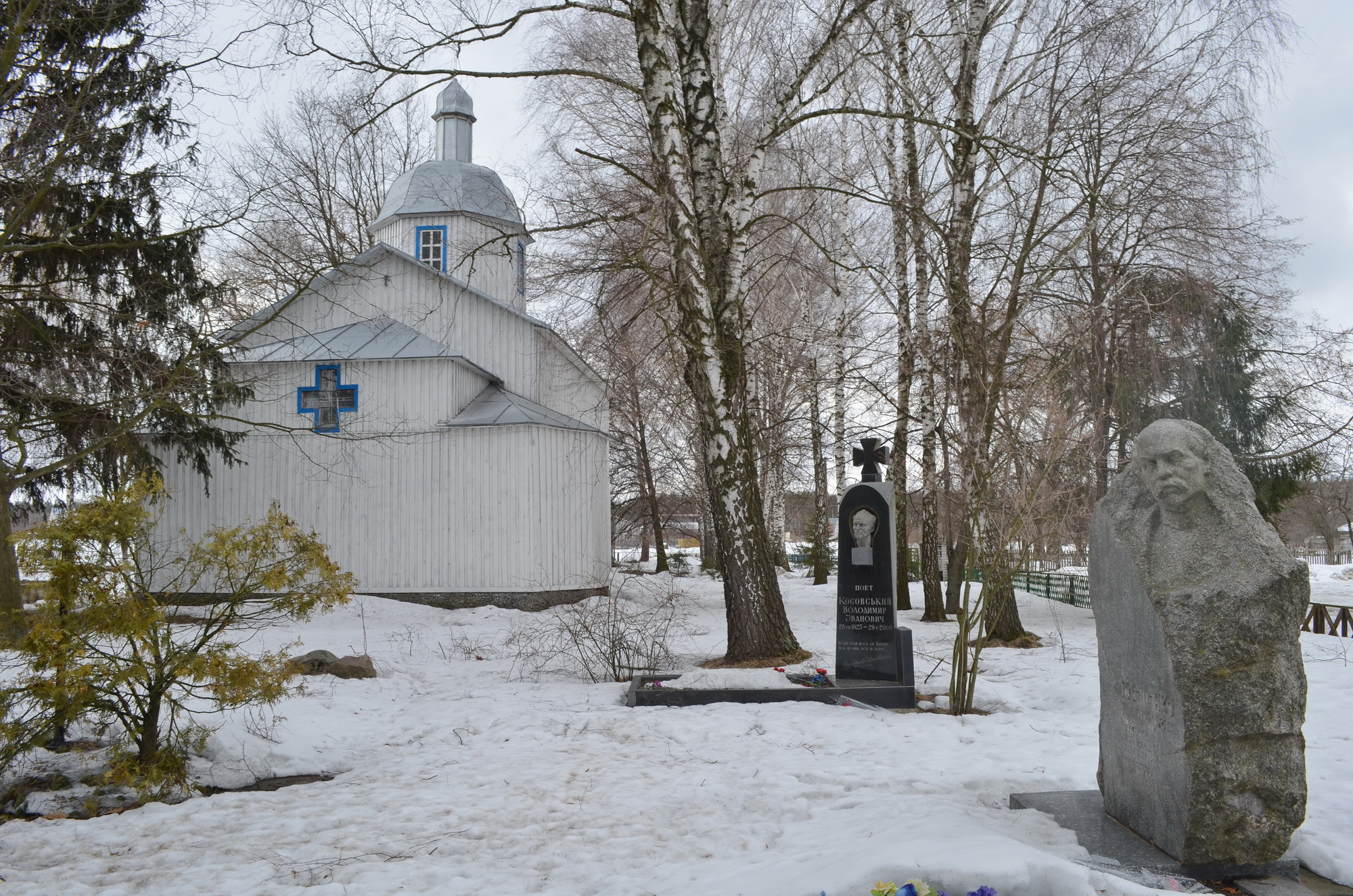
Могила українського композитора Кирила Стеценко біля церкви

Власне перша церква Параскеви у Веприку була збудована у 1856 році.
У 1920—30-х роках церкву була серйозно ушкоджено, під час ІІ Світової війни храм частково відновлений, і там проводились богослужіння.
По війні у 1963-1964 роках культову споруду було остаточно знищено.
На даний час не знайдено світлин колишньої церкви Параскеви у Веприку, хоча нинішній настоятель храму Михайло Куц та місцевий Музей Кирила Стеценка проводять активні пошуки. Існуюча церква побудована на старому цегляному фундаменті і є фактично довільною фантазією сучасного архітектора на теми старої дерев'яної архітектури. Хоча церква є доволі схожою на зразки дерев'яної культової архітектури Придніпров'я XIX століття, що збереглися дотепер. Цю церкву було збудовано впродовж грудня 1993 — листопада 1997 років.
Метричні книги, клірові відомості, сповідні розписи церкви св. Параскеви с. Веприк, приписні метрики сіл Скраглівка, Ставки (південна частина Скраглівки), Сквирського, з 1817 р. — Веприківської волості Васильківського пов. Київської губ. зберігаються в ЦДІАК України.